# Thư họa

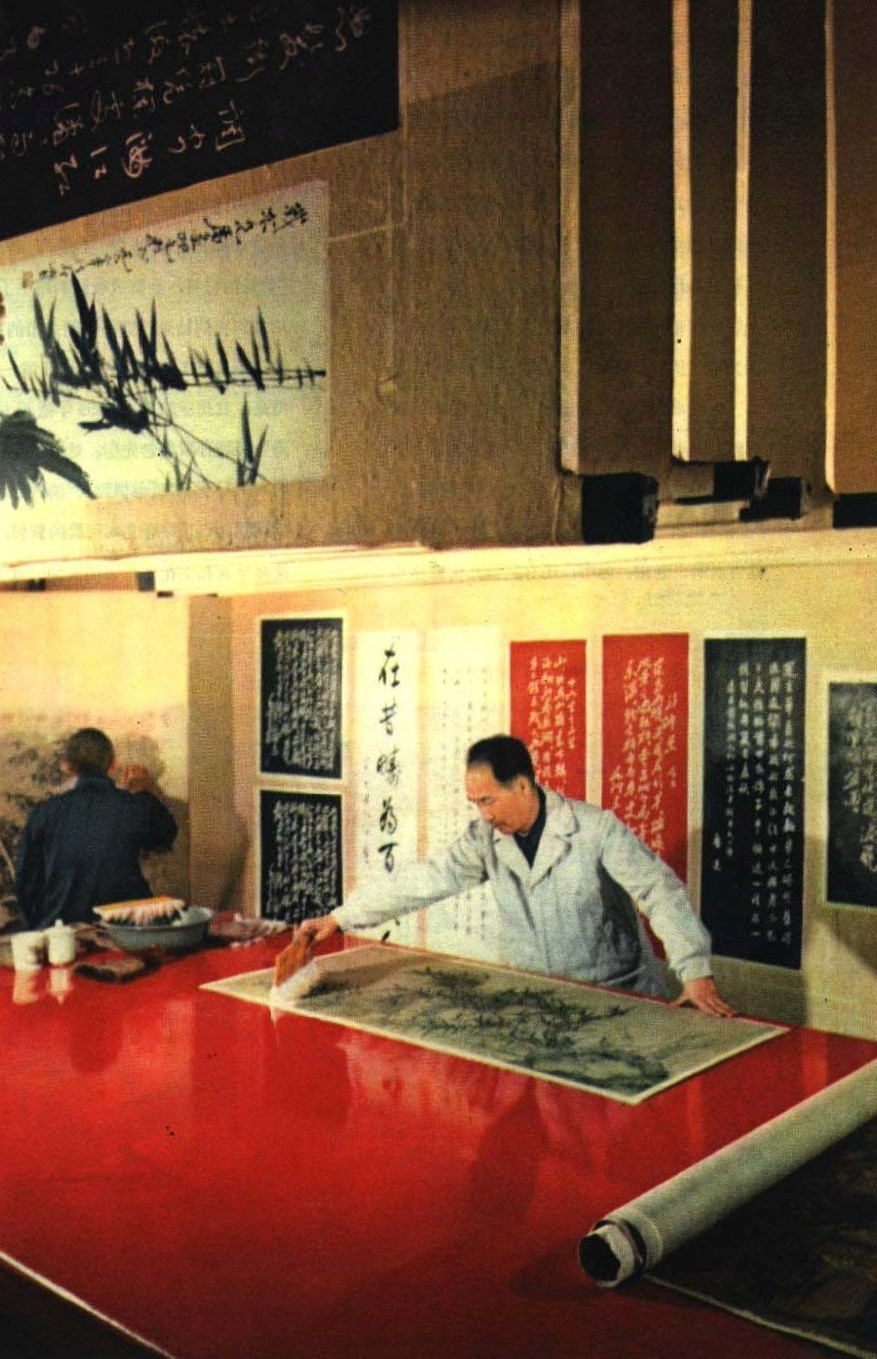
Đóng khung thư họa ở Bắc Kinh đầu thập niên 1960.

Thư họa (chữ Hán: 書畫) là sự kết hợp của thư pháp và hội họa cổ của vùng văn hóa Đông Á. Đây là nghệ thuật kết hợp vẽ tranh và viết thư pháp tạo thành tổng thể một tác phẩm nghệ thuật, hoặc là cách gọi chung ám chỉ mối liên quan mật thiết của hai loại hình nghệ thuật này. Trong thư pháp, thư họa (kết hợp viết chữ và vẽ tranh) là một trong các xu hướng cùng với thư pháp (viết chữ) và họa tự (vẽ chữ thành hình ảnh).
Trong văn hóa Trung Hoa, nghệ thuật vẽ tranh gắn bó không tách rời với nghệ thuật thư pháp chữ tượng hình bắt nguồn từ giáp cốt văn trên mai rùa hoặc xương thú có từ thời nhà Thương. Do tranh được vẽ chủ yếu bằng cùng một loại bút lông và mực Tàu với thư pháp, trên tranh thì lại ấn triện chữ nên quan niệm của người xưa là thư pháp và hội họa có cùng một nguồn gốc ("thư họa đồng nguyên", 書畫同源).